# Steinfeld (Gemeinde Bad Ischl)
Steinfeld ist eine Ortschaft von Bad Ischl im Bezirk Gmunden in Oberösterreich.

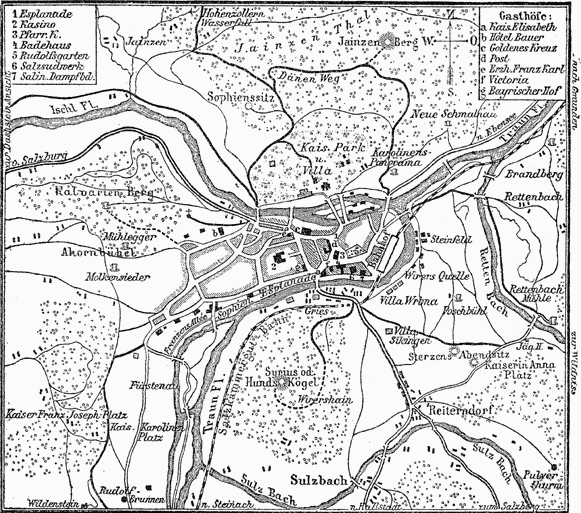
Karte von Ischl (1888), Steinfeld am rechten Ufer der Traun vor dem Zusammenfluss mit der Ischl

## Geografie
Der Ort liegt jenseits (am rechten Ufer) der Traun und dehnt sich heute bis zum Rettenbach aus.

## Geschichte
Der Name der Siedlung ist wohl am ehesten als mit Steinen durchsetztes Schwemmland, gebildet durch die Flüsse Traun, Ischl und Rettenbach, zu deuten.
1609 wird unter anderen Bürgern von Bad Ischl ein „Simon Vokhner am Steinfeld“ genannt.
Auf einer Vedute Bad Ischls aus dem Jahre 1670 sind eine größere Anzahl von Gebäuden jenseits der Traun eingezeichnet. Mit No. 21 wird das „Steinfeldt Holz“ genannt, ein bewaldetes Gebiet zwischen der Traun und dem Rettenbach.
1792 gab es in Ischl diesseits der Traun (also der eigentliche Marktflecken) 1278 Einwohner, in Ischl jenseits der Traun 433 Einwohner; in den Weilern und verstreuten Gehöften wie z. B. Rettenbach, Steinfeld, Gries lebten also ca. 1/3 der Gesamteinwohner. In Ischl jenseits der Traun waren die Bürger und Professionisten, die Ledigen oder Witwer und die Häusler überdurchschnittlich vertreten. Dagegen gab es jenseits der Traun keinen Geistlichen, Beamten oder Ochsen; und nur 1 von insgesamt 23 Pferden und 3 von 13 Adeligen. In ganz Ischl gab es überhaupt keine Bauern. Dies verdeutlicht, dass die Weiler jenseits der Traun stärker gewerblich strukturiert waren und dort vermutlich viele (Salinen-)Arbeiter wohnten. Dagegen war Ischl diesseits der Traun stärker bürgerlich ausgerichtet.
Noch 1888 bestand Steinfeld aus nur wenigen Häusern. Der verstärkte Wohnungsbau seit 1945 hat den Ortsteil mittlerweile auf 1008 Einwohner (1. Januar 2020) anwachsen lassen.